# Huelga de camioneros en Shanghái de 2011
La huelga de camioneros en Shanghái de 2011 comenzó en la zona de Pudong en Shanghái, China, en la mañana del 20 de abril de 2011 y continuó durante dos días. El paro laboral fue precedido por una manifestación en el distrito de Songjiang el 13 de abril para protestar por la presunta golpiza a un peatón por parte de funcionarios estatales. Hubo más huelgas convocadas en otras ciudades portuarias. Los medios controlados por el estado negaron los informes de que tres camioneros murieron.